# Исманинг (футбольный клуб)
«Исманинг» (нем. FC Ismaning) — немецкий футбольный клуб, базирующийся в мюнхенском пригороде Исманинг в федеральной земле Бавария.

## История
Клуб был основан в 1921 году, и с 1924 года принимает участие в регулярных соревнованиях. До середины 1990-х гг. клуб играл в низших лигах. В 1996 году впервые вышел в Ландеслигу (тогда V дивизион). 2000 год был самым успешным годом клуба, можно отметить продвижение команды в Баварскую лигу и победу в Кубке Баварии. Тогда же они играли в основном раунде Кубка Германии, уступив «Боруссии» Дортмунд 0:4 (0:1).

### Основные достижения
- 1957 — Продвижение в класс А
- 1982 — Продвижение в Бециркслигу
- 1994 — Продвижение в Бецирксоберлигу
- 1996 — Продвижение в Ландеслигу Юг
- 2000 — Продвижение в Баварскую Лигу
- 2000 — Обладатель Кубка Баварии (финал против «Райн ам Лех» 4:2)
- 2000 — Матч основного раунда Кубка Германии с «Боруссией» Дортмунд (счёт 0:4) с рекордной аудиторией — 7500 зрителей.
- 2003 — 3-е место в Баварской Лиге
- 2004 — 3-е место в Баварской Лиге
- 2005 — 3-е место в Баварской Лиге (подача заявки на лицензию Регионаллиги Немецкого футбольного союза)
- 2006 — 6-е место в Баварской Лиге
- 2007 — 14-е место в Баварской Лиге
- 2008 — 10-е место в Баварской Лиге
- 2009 — 11-е место в Баварской Лиге
- 2010 — 2-е место в Баварской Лиге